# Energía aerotérmica

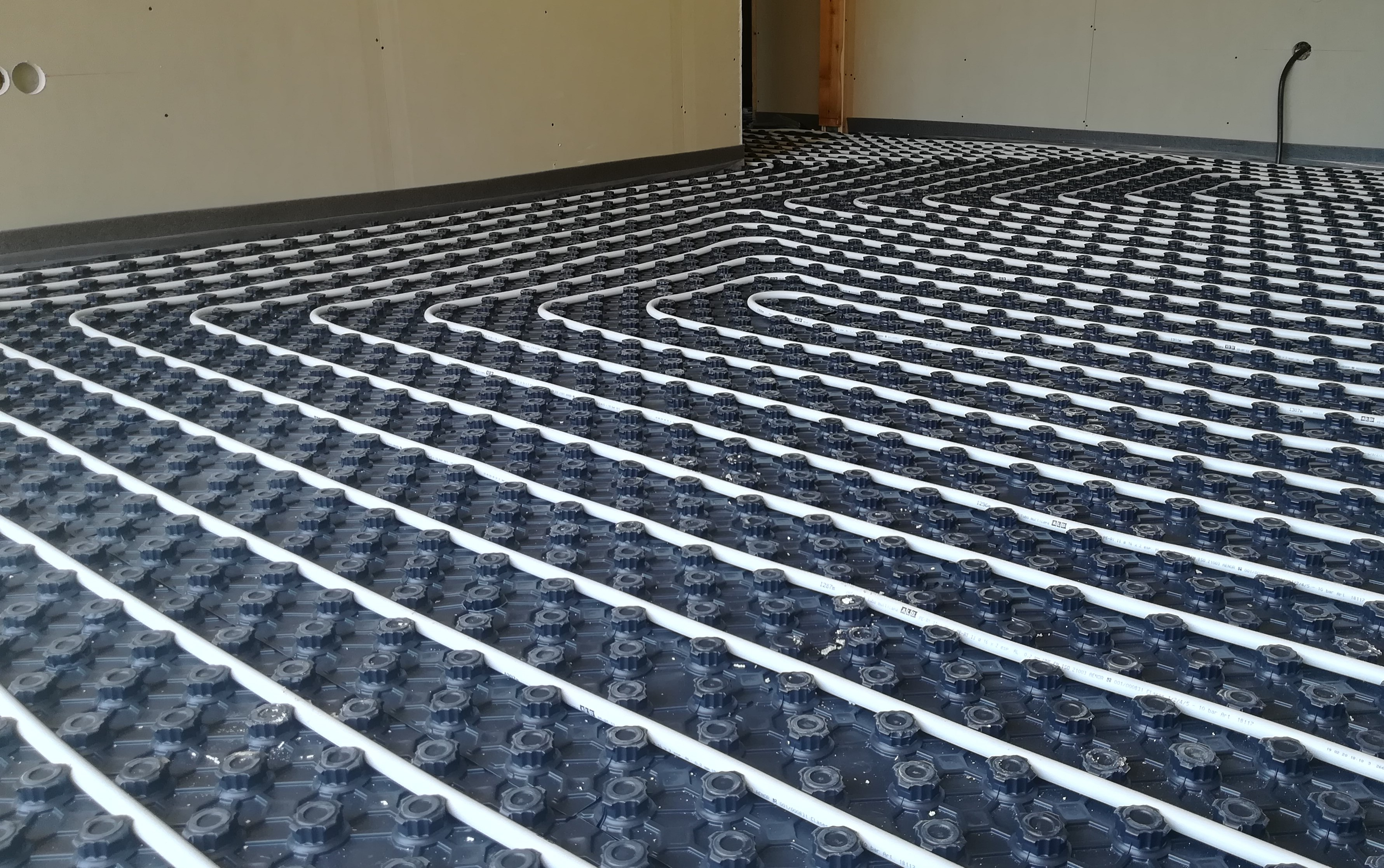
Pre-instalación de suelo radiante en vivienda. Aerotermia y suelo radiante suelen instalarse juntos, aunque este tipo de calefacción también funciona con calderas, así como los radiadores verticales convencionales pueden funcionar con aerotermia aire-agua.

Se denomina energía aerotérmica a la energía térmica que una bomba de calor extrae del aire ambiente. Se considera legalmente energía de fuente renovable conforme a la directiva 2009/28/CE de la Unión Europea, en vigor, relativa al fomento del uso de energía procedente de fuentes renovables y por la que se modifican y se derogan las Directivas 2001/77/CE y 2003/30/CE.  Sin embargo, un estudio del Instituto Vasco de Competitividad afirma en la nota 59 de la página 36: «La aerotermia no se considera renovable al no alcanzar el COP (coefficient of performance, rendimiento) mínimo (4,5) salvo en condiciones de laboratorio». Esto se debe a que según el segundo principio de la termodinámica, es imposible transferir calor desde un cuerpo a otro a mayor temperatura sin gastar energía (ejemplificado en la paradoja del demonio de Maxwell).

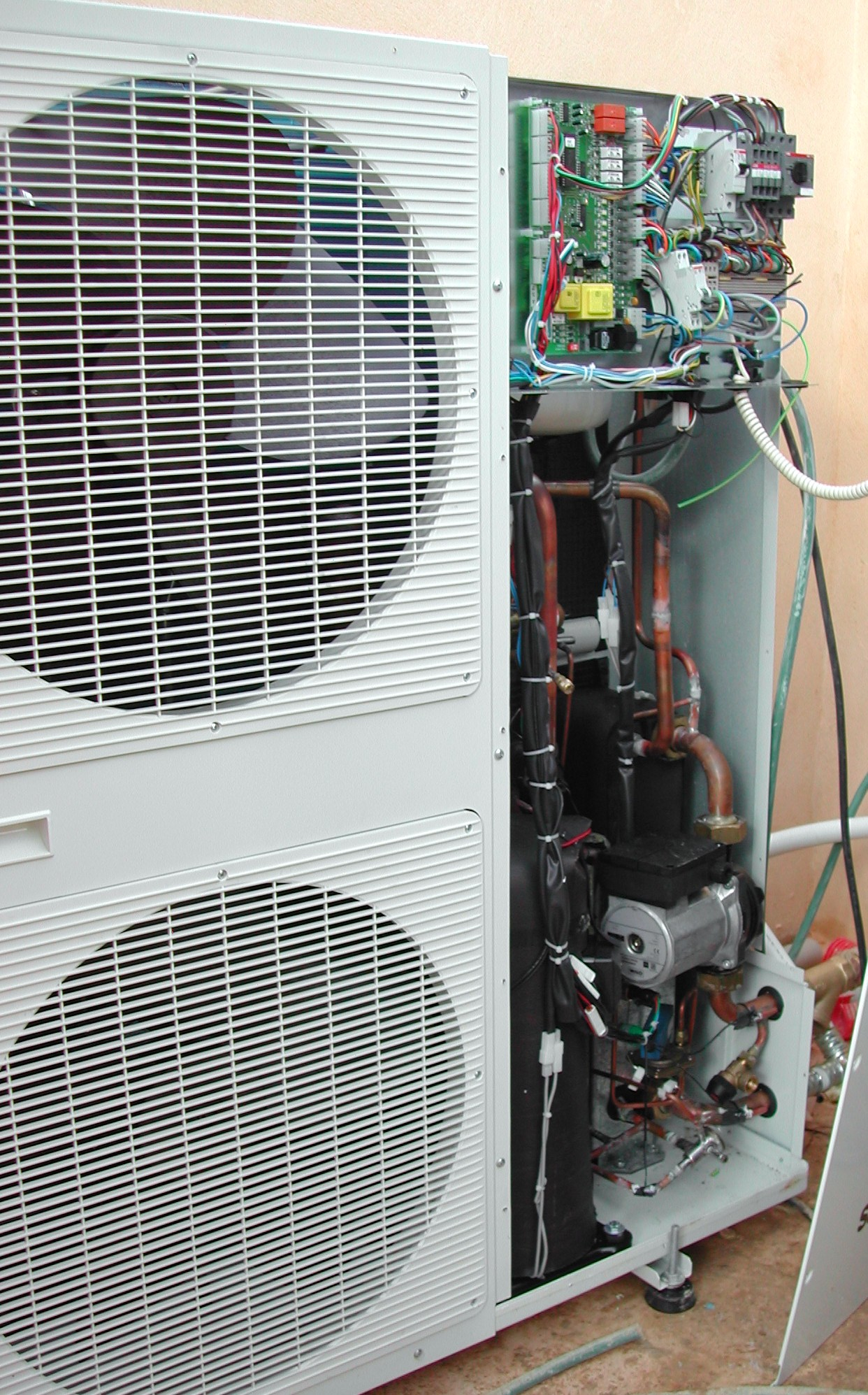
Unidad exterior de una bomba de calor

En los sistemas de aerotermia, la bomba de calor es del tipo aire-aire o aire-agua. El primero de los dos términos indica el medio exterior (aire) con el que la máquina intercambia calor, mientras que el segundo indica el medio interior. Para proporcionar 100 unidades de energía térmica (calor) la aerotermia necesita inyectar en torno a 30 unidades de energía eléctrica. La cantidad exacta dependerá del aparato (unos fabricantes producen aparatos más eficientes que otros), de su estado de mantenimiento (un aparato correctamente mantenido será más eficiente) y de la diferencia de temperatura entre el exterior y el interior (la eficiencia es mayor cuanto menor es la diferencia de temperatura).
Cuando funciona para calefacción, el aparato de aerotermia extrae calor del aire exterior y lo inyecta en el interior. Cuando funciona para refrigeración, extrae calor del aire interior y lo libera al exterior. En este modo de funcionamiento la mayoría de los aparatos de aire acondicionado (acondicionadores de aire) también extraen (por razones de confort) vapor de agua del aire interior y lo expulsan al exterior en forma de agua líquida. Funcionando para calefacción en condiciones óptimas, la aerotermia consume (coste variable) solo el 25 % de la energía eléctrica que consumiría la calefacción eléctrica convencional (de resistencias), aunque el coste fijo del aparato es mucho mayor. Además de calefacción, el aparato de aerotermia puede producir agua caliente sanitaria (ACS).

## Origen e impacto en el sector de la climatización
La energía aerotérmica tiene sus raíces teóricas en los principios de la termodinámica desarrollados en el siglo XIX por Nicolás Léonard Sadi Carnot y Lord Kelvin. El primer sistema funcional de bomba de calor fue construido en 1856 por el ingeniero austríaco Peter von Rittinger, quien lo utilizó para el secado de salmuera, marcando una de las primeras aplicaciones prácticas de estos conceptos.
Durante las décadas siguientes, se perfeccionaron los sistemas basados en ciclos de compresión de vapor. En Suiza, entre los años 1940 y 1950, se instalaron las primeras bombas de calor a escala industrial. El interés por estas tecnologías se intensificó tras la crisis energética de los años 70, debido a la necesidad de fuentes energéticas más eficientes y eléctricamente impulsadas.
El desarrollo específico de la tecnología aire-agua, sobre la que se basa la aerotermia moderna, comenzó a consolidarse en la segunda mitad del siglo XX como una solución eficaz para la climatización de espacios y la producción de agua caliente sanitaria (ACS). Este tipo de bomba de calor permite extraer energía térmica del aire exterior incluso a bajas temperaturas, lo que ha facilitado su integración en climas diversos. 
A partir de las décadas de 1950 y 1960, varias compañías especializadas en climatización comenzaron a incorporar esta tecnología a sus catálogos de productos. Por ejemplo, Daikin desarrolló en 1958 uno de los primeros sistemas de bomba de calor reversible para uso residencial. Posteriormente, otras marcas como Mitsubishi Electric, Panasonic, Bosch, Vaillant o Saunier Duval impulsaron la expansión de la aerotermia con gamas diseñadas para mejorar la eficiencia energética, adaptarse a diferentes zonas climáticas e integrarse con otras fuentes renovables. 
Estas empresas han desempeñado un papel relevante en la expansión de la aerotermia en mercados como Europa, donde su implementación se ha visto favorecida por directivas comunitarias que impulsan el uso de energías limpias en edificios, como la Directiva 2009/28/CE y sus actualizaciones en el marco del Pacto Verde Europeo. 
Actualmente, la aerotermia es una tecnología en auge en el sector de la climatización, tanto en obra nueva como en rehabilitación, debido a su capacidad de reducir las emisiones de gases de efecto invernadero y su compatibilidad con objetivos de neutralidad climática a medio plazo. 

## Estructura del electrodoméstico
Normalmente un aparato de aerotermia se compone de una unidad exterior (compresor) y otra interior, comunicadas por cables eléctricos y tubos de fluidos. Además cuenta con una unidad de almacenamiento ACS, la cual también puede estar incluida en la unidad interior, y con un sistema de calefacción y/o refrigeración.

## Diferencia con un intercambiador de calor
La diferencia entre un intercambiador de calor y una bomba de calor es que el primero transfiere calor de un fluido más caliente a otro más frío (en el sentido normal del flujo del calor), mientras que la segunda transfiere calor de un fluido más frío a otro más caliente, valiéndose de la propiedad que tienen los gases de liberar calor cuando se expanden y consumirlo cuando se comprimen. Pero para realizar esa transferencia contraria al flujo normal necesita inyectar energía.

## Aplicaciones de la energía aerotérmica en sistemas de climatización

### Calefacción por aerotermia

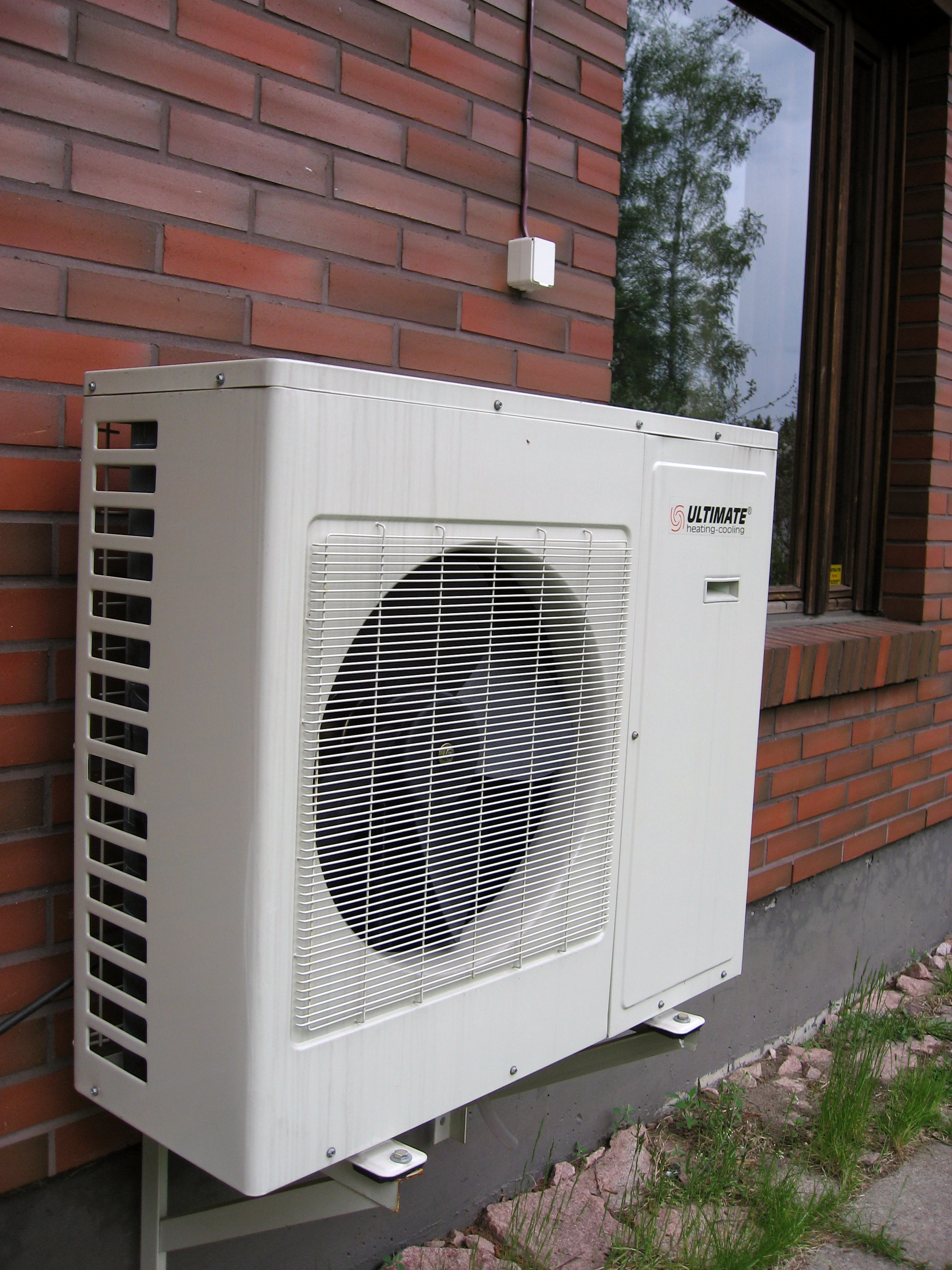
Aspecto de calefacción por aerotermia

La calefacción por aerotermia, también conocida como bomba de calor por aerotermia, es un sistema de calefacción que utiliza el aire exterior como fuente de energía térmica. El fluido (en estado gaseoso) del circuito cerrado es absorbido por un compresor, que aumenta su temperatura mediante un proceso de compresión. El gas (caliente y alta presión) se transfiere a un intercambiador de calor, donde calienta el agua del sistema de calefacción central(circuito secundario). Al bajar la temperatura del gas (circuito primario) este se licua. El agua caliente (del circuito secundario) se distribuye por el hogar mediante los radiadores o los suelos radiantes. El líquido tibio y a alta presión del circuito primario pasa al exterior donde se expansiona (dentro del circuito primario) y pasa a estado gaseoso. En este proceso absorbe mucha energía del medio exterior.

### Suelo radiante por aerotermia
El suelo radiante por aerotermia tiene una serie de ventajas sobre otros sistemas de calefacción, como los radiadores de agua caliente o los sistemas de aire caliente. En primer lugar, es mucho más eficiente energéticamente, ya que el calor se transmite de forma más uniforme y directa al ambiente. Esto significa que se requiere menos energía para calentar la habitación, lo que a su vez reduce la factura de la calefacción.   
En segundo lugar, el suelo radiante no produce corrientes de aire, lo que lo hace ideal para aquellas personas que sufren de alergias o asma. El aire caliente puede secar la garganta y el pecho, lo que agrava los síntomas de estas afecciones. Los suelos radiantes, por otro lado, emiten un calor suave y constante que no agrava estos problemas.  
Otra ventaja de los suelos radiantes es que pueden ser instalados bajo cualquier tipo de suelo, incluidos los suelos de madera, linóleo o baldosas. Esto los hace ideales para aquellas personas que quieren mantener el estilo y la estética de su hogar. También son una opción muy segura, ya que no hay ningún tipo de llama o fuego involucrado en su funcionamiento.
La aerotermia puede presentar algunos problemas como el coste de adquisición o el mantenimiento, que debe ser realizado por alguien especializado.

### Sistemas tipo split y soluciones aire-aire/aire-agua[16]
Las bombas de calor aerotérmicas permiten configuraciones aire-agua y aire-aire, operando tanto con emisores tipo split como con fan coils y unidades interiores distribuidas. Además, muchas marcas ofertan sistemas que permiten tanto calefacción como refrigeración y ACS, adaptándose así a diversas tipologías constructivas y necesidades. 

### Sistemas híbridos
Combinan una bomba de calor aerotérmica con una caldera de gas o gasóleo. Este enfoque facilita mantener una alta eficiencia incluso en condiciones de frío extremo, alternando entre fuentes de manera automática según la demanda térmica y la temperatura exterior. 

### Integración con radiadores de baja temperatura.
Permite utilizar circuitos de agua con impulsiones entre 30 °C y 45 °C, compatibles con radiadores diseñados para baja temperatura. Representa una solución práctica en rehabilitación de edificios donde no es viable instalar suelo radiante. 
Estas aplicaciones ofrecen una climatización integral (calefacción, refrigeración y agua caliente sanitaria) adaptada a distintos tipos de edificios y contextos climáticos, demostrando la flexibilidad y eficiencia energética de la aerotermia. 

## Ventajas y desventajas

### Ventajas
Las ventajas más relevantes de la energía aerotérmica son:
- Eficiencia Energética y Ahorro Económico: Los sistemas de aerotermia poseen la máxima categoría energética, asegurando un bajo consumo. Se estima que pueden generar ahorros de hasta un 80% en las facturas de energía mensuales.

- Energía Renovable y Sostenible: La aerotermia utiliza la energía del aire exterior, una fuente inagotable y gratuita. Al no utilizar combustibles fósiles ni procesos de combustión, la aerotermia contribuye a disminuir las emisiones de CO₂, ayudando en la lucha contra el cambio climático, lo que la convierte en una opción sostenible y respetuosa con el medio ambiente.

- Versatilidad y Multifuncionalidad: Este sistema proporciona calefacción en invierno, refrigeración en verano y agua caliente sanitaria durante todo el año, adaptándose a diversas necesidades climáticas.

- Compatibilidad con otras energías renovables: Es posible combinar la aerotermia con sistemas solares fotovoltaicos, aumentando la eficiencia energética y reduciendo aún más el consumo eléctrico de la red.

- Seguridad: No requiere de depósitos que almacenen combustible, como las calderas convencionales, lo cual la hace mucho más segura.

### Desventajas
Los principales desventajas o desafíos a considerar son:
- Alta inversión inicial: La instalación de sistemas de aerotermia requiere una inversión considerable en comparación con sistemas tradicionales de calefacción y refrigeración. Este costo puede ser un obstáculo para algunos usuarios, aunque se compensa con ahorros en la factura energética a largo plazo.

- Eficiencia dependiente de la temperatura exterior: El rendimiento de las bombas de calor aerotérmicas disminuye en climas extremadamente fríos, ya que extraer calor del aire exterior se vuelve menos eficiente a bajas temperaturas. En regiones con inviernos muy fríos, puede ser necesario complementar el sistema con fuentes de calor adicionales.

- Complejidad de instalación: La instalación de un sistema de aerotermia puede ser compleja y requiere profesionales especializados. Además, en edificaciones existentes, puede ser necesario realizar adaptaciones significativas, lo que incrementa los costos y la complejidad del proyecto.

- Impacto estético y espacio requerido: Las unidades exteriores de las bombas de calor pueden afectar la estética de la vivienda y requieren espacio suficiente para su instalación, lo que puede ser un inconveniente en áreas urbanas con limitaciones de espacio.

- Mantenimiento y vida útil: Aunque los sistemas de aerotermia suelen ser fiables, requieren un mantenimiento periódico para asegurar su eficiencia y prolongar su vida útil. La falta de mantenimiento adecuado puede reducir el rendimiento del sistema y aumentar los costos operativos.

## Eficiencia energética: COP y SCOP
La eficiencia energética de las bombas de calor aerotérmicas se evalúa mediante dos indicadores fundamentales: el Coeficiente de Rendimiento (COP) y el Coeficiente Estacional de Rendimiento (SCOP). Ambos permiten comparar el rendimiento de distintos equipos y tecnologías en función del consumo eléctrico requerido para generar energía térmica.

### COP (Coefficient of Performance)
El COP es una medida instantánea de eficiencia que expresa la relación entre la energía térmica útil producida y la energía eléctrica consumida en condiciones estándar de funcionamiento. Por ejemplo, un sistema con un COP de 4 proporciona 4 kWh de calor por cada kWh de electricidad utilizado. Este valor se determina en laboratorios acreditados bajo condiciones normalizadas (temperatura exterior e interior constantes), por lo que representa un dato de referencia, no necesariamente reflejo del rendimiento real durante todo el año.

### SCOP (Seasonal Coefficient of Performance)
El SCOP refleja la eficiencia estacional de la bomba de calor durante un periodo anual completo, teniendo en cuenta las variaciones de temperatura y las condiciones climáticas típicas de una determinada zona geográfica. Se trata de un parámetro más representativo del comportamiento real del equipo en situaciones cotidianas. Los sistemas con un SCOP superior a 3,4 están clasificados dentro de las categorías energéticas más altas según la normativa europea de etiquetado energético (Reglamento Delegado (UE) 811/2013). 
La directiva 2018/2001 del Parlamento Europeo y del Consejo reconoce como renovables aquellos sistemas de bomba de calor cuyo rendimiento supere un umbral mínimo de eficiencia energética. De este modo, el cumplimiento de ciertos valores de COP y SCOP es clave para considerar la aerotermia como una fuente de energía renovable y para su elegibilidad en programas de subvenciones públicas o de rehabilitación energética de edificios. 

## Factores que afectan al COP y SCOP

### Factores que afectan al COP:[26]
- Temperatura exterior: Es el factor más determinante. Cuanto más baja es la temperatura exterior, menor será el COP, ya que la bomba debe trabajar más para extraer calor.

- Temperatura objetivo del agua/aire: Si se exige una temperatura de impulsión mayor (por ejemplo, calefacción por radiadores en vez de suelo radiante), el COP disminuye porque el sistema requiere más energía.

- Humedad relativa: Una mayor humedad puede provocar condensación en los intercambiadores, limitando la eficiencia.

- Estado del equipo y mantenimiento: Filtros sucios, bajos niveles de refrigerante o piezas obstruidas bajan el rendimiento.

- Condiciones de prueba: El COP se mide en condiciones ideales de laboratorio, habitualmente a carga plena y parámetros estandarizados, por lo que puede no reflejar el rendimiento real durante todo el año.

### Factores que afectan al SCOP:[27]
- Clima local: El SCOP varía mucho según la zona climática de referencia (clima cálido, medio o frío), establecida por la norma UNE-EN 14825. Los valores serán mejores en zonas cálidas.

- Variación de la temperatura exterior a lo largo de la temporada: El SCOP tiene en cuenta el rendimiento del equipo en diferentes periodos y temperaturas, incluyendo cargas parciales, lo que lo hace más realista que el COP.

- Demanda térmica del edificio: Un edificio con mal aislamiento o elevada demanda reducirá el SCOP efectivo del sistema.

- Condiciones de operación (temperatura de salida del agua, carga parcial, etc.): Cuanto menor la temperatura de salida y más tiempo funcione el sistema a cargas parciales, mayor será el SCOP.